# Thôi ba
Thôi ba hay còn gọi quăng Trung quốc (danh pháp khoa học: Alangium chinense) là một loài thực vật có hoa trong họ Cornaceae. Loài này được (Lour.) Harms miêu tả khoa học đầu tiên năm 1897.